# 硅钙铀钍矿
硅钙铀钍矿（英語：Ekanite）是一种稀有的硅酸盐矿物，化学式为Ca
2ThSi
8O
20或(Ca,Fe,Pb)
2(Th,U)Si
8O
20。它是斯硅钾钍钙石族的成员。它是少数具有天然放射性的宝石之一。大多数硅钙铀钍矿在斯里兰卡开采，在俄罗斯和北美也有矿床。透明且颜色良好的宝石很少见，因为随着时间的推移，放射性倾向于在称为辐射变晶的过程中降解晶体基质。